# Peromyia mountalbertiensis
Peromyia mountalbertiensis är en tvåvingeart som beskrevs av Jaschhof 2004. Peromyia mountalbertiensis ingår i släktet Peromyia och familjen gallmyggor. Inga underarter finns listade i Catalogue of Life.